# 布莱恩·克里斯坦特
布莱恩·克里斯坦特（義大利語：Bryan Cristante，1995年3月3日—），是一名意大利足球运动员，场上司职中场，目前效力意甲球队羅馬。克里斯坦特的父亲出生在加拿大，克里斯坦特为意大利国家队效力，但他同时拥有加拿大护照。

## 职业生涯
克里斯坦特生于圣维托阿尔塔利亚门托，但他却是在附近的卡萨尔萨德拉德利齐亚长大，小时候就开始踢球。2009年加盟AC米兰之前，他还曾在Liventina Gorghense踢球。在AC米兰青年队时，他是俱乐部U15梯队的一员，和队友一起捧得2010年全国冠军奖杯。后来，他在U17梯队又和队友拿到了2011年的全国冠军。
2011年12月6日，他首次在正式比赛出场，这时他的年龄只有16岁278天。这是一场欧冠小组赛，比赛的对手是比尔森胜利，克里斯坦特替补罗比尼奥上场，最终比分为2比2。这场比赛使他成为AC米兰队史上欧冠出场最年轻球员，也是正式比赛出场第三年轻的球员。
2013年3月4日，克里斯坦特与米兰签下自己第一份职业合同，签约至2018年。2013-2014赛季开始时，他被提拔入一队。2013年11月10日，AC米兰与切沃的比赛中，克里斯坦特替补卡卡上场，两队战成0比0，这是他第一次在意甲出场。2014年1月6日主场与亚特兰大的比赛中，卡卡助攻克里斯坦特破门，这是他的第一个正式比赛入球。

## 榮譽

### 球會
賓菲加
- 葡萄牙足球超級聯賽: 2014–15，2015–16
- 葡萄牙聯賽盃: 2014–15, 2015–16

羅馬
- 歐足聯歐洲協會聯賽：2021–22

### 國家隊
意大利
- 歐洲國家盃: 2020[13]

### 個人
- 維亞雷焦杯金童獎: 2013[14]